# Gyárfás Győző
Lécfalvi Gyárfás Győző (eredeti neve: Gyárfás Victor) (Sepsiszentgyörgy, 1855. március 24. – Budapest, 1912. szeptember 22.) mérnök, műszaki tanácsos.

## Életpályája
Szülei: Gyárfás Lajos 48-as honvéd hadnagy (1815–1892) és Szilágyi Zsuzsanna (1831–1901) voltak. A középiskolai tanulmányait a nagyszebeni gimnáziumban végezte el; a nagyenyedi Bethlen Gábor Kollégiumban érettségizett. A budapesti Műszaki Egyetemen tanult tovább. Tanulmányúton Németországban volt. 1888-ban kinevezték Háromszék vármegye királyi államépítészeti hivatalának főnökévé; közel 20 évig dolgozott itt. 1900-ban Bay István városi mérnök után felkérték a sepsiszentgyörgyi urbanisztikai teendők ellátására is. 1907-ben Háromszékről Székelyudvarhelyre küldték volna, de ezt visszautasította. Vissza akart vonulni, de a budapesti Kereskedelemügyi Minisztérium felkérte, hogy Budapesten Erdélyért felelős munkakörben folytassa munkáját.
Temetésére a Fiumei úti sírkertben került sor, sírhelye (19-3-7) jeltelen.

## Magánélete
1886-ban házasságot kötött Fejér Bertával (1865–1961). Hat gyermekük született: Gizella, Ilona, Győző, Erzsébet, Lajos és Etelka.